# Космос-1372
Космос-1372 је један од преко 2400 совјетских вјештачких сателита лансираних у оквиру програма Космос.
Космос-1372 је лансиран са космодрома Тјуратам, Бајконур, СССР, 1. јуна 1982. Ракета-носач је поставила сателит у орбиту око планете Земље. 